# Byttneria lucida
Byttneria lucida är en malvaväxtart som beskrevs av Arenes. Byttneria lucida ingår i släktet Byttneria och familjen malvaväxter. Inga underarter finns listade i Catalogue of Life.